# Clavariadelphaceae
Clavariadelphaceae es una familia de hongos de lo que tradicionalmente se conoce como orden Gomphales, o cladísticamente como clado gomphoide-phalloide. Catalogado inicialmente por el botánico británico E.J.H. Corner en 1970, la familia cuenta con 2 género y 26 especies.